# Pro Orantibus
Pro Orantibus (lat. „za molitelje”) ili Svjetski dan klauzurnih redovnica godišnji je spomendan svih klauzurnih redovnica u Katoličkoj Crkvi 21. studenoga, koji se liturgijski obilježava na blagdan Prikazanja Blažene Djevice Marije u Hramu. Ustanovio ga je papa Pio XII. 1953. godine. Obilježavanje Dana koordinira Tajništvo za pomoć klauzurnim samostanima u Italiji.
Obilježava se na dan Marijina posvećenja Bogu u Hramu jer je ona ideal kontemplativna života.
Cilj je Dana upoznavanje i vrednovanje kontemplativna života, molitva za klauzurne redovnice i materijalna pomoć njihovim samostanima u potrebi.
U Katoličkoj Crkvi u Hrvatskoj Dan se obilježava u 18 ženskih klauzurnih samostana.